# Almazantla
Almazantla är en ort i Mexiko.   Den ligger i kommunen Atlixco och delstaten Puebla, i den sydöstra delen av landet, 90 km sydost om huvudstaden Mexico City. Almazantla ligger 1 890 meter över havet och antalet invånare är 142.
Terrängen runt Almazantla är kuperad åt nordost, men åt sydväst är den platt. Runt Almazantla är det ganska tätbefolkat, med 222 invånare per kvadratkilometer. Närmaste större samhälle är Cholula, 18,9 km nordost om Almazantla. Omgivningarna runt Almazantla är en mosaik av jordbruksmark och naturlig växtlighet.